# Função distribuição acumulada
Em teoria da probabilidade, a função distribuição acumulada (fda) ou simplesmente função distribuição, descreve completamente a distribuição da probabilidade de uma variável aleatória de valor real X. Para cada número real x, a fda é dada por:
| Em linguagem matemática                           | Em Português |
| ------------------------------------------------- | --- |
| {\displaystyle F(x)=\operatorname {P} (X\leq x),} | A função de nome "F" é igual à probabilidade de que a variável aleatória X assuma um valor inferior ou igual a determinado x. Note que, via de regra, para cada x, a função F assumirá um valor diferente. |

A probabilidade de que X se situe num intervalo ]a, b] (aberto em a e fechado em b) é F(b) − F(a) se a ≤ b. É convenção usar um F maiúsculo para a fda, em contraste com o f minúsculo usado para a função densidade da probabilidade e função massa de probabilidade.
A função distribuição pode ser facilmente obtida a partir da função de probabilidade respectiva. No caso duma variável aleatória discreta:
{\displaystyle F(x)=\sum _{x_{i}\leq x}^{}f(x_{i})}
Para uma variável aleatória contínua:
{\displaystyle F(x)=\int _{-\infty }^{x}f(x_{i})\,dx}
Note-se que na definição acima, o sinal "menor ou igual", '≤' poderia ser substituído por "menor" '<'. Isto produziria uma função diferente, mas qualquer uma das funções pode ser facilmente deduzida a partir da outra. Também se poderia mudar para um sinal maior e deduzir as propriedades desta nova função. A única coisa a lembrar é ajustar a definição ao sinal pretendido. Em países de língua inglesa, a convenção que usa a desigualdade fraca (≤) em vez da desigualdade estrita (<) é quase sempre usada.

## Exemplos
Como exemplo, suponha-se que X é distribuído uniformemente pelo intervalo [0, 1]. Nesse caso a fda é dada por:
F(x) = 0, se x < 0;
F(x) = x, se 0 ≤ x ≤ 1;
F(x) = 1, se x > 1.
Para um outro exemplo suponha-se que X toma apenas os valores 0 e 1, com igual probabilidade (X segue a distribuição de Bernoulli com p = 1/2). Então a fda é dada por
F(x) = 0, se x < 0;
F(x) = 1/2, se 0 ≤ x < 1;
F(x) = 1, se x ≥ 1.

## Notação
Quando há mais de uma variável aleatória e torna-se necessário explicitar a diferença entre as funções, representa-se a fda da variável aleatória X por {\displaystyle \operatorname {F} _{X}(x)}.

## Propriedades
Se X é uma variável aleatória discreta, então ela obtém os valores x1, x2, ... com probabilidade p1, p2 etc., e a fda de X será descontínua nos pontos xi e constante entre eles.
Se a fda F de X é contínua, então X é uma variável aleatória contínua; se para além disso F absolutamente contínua, então existe uma função Integral Lebesgue f(x) tal que
{\displaystyle F(b)-F(a)=\operatorname {P} (a\leq X\leq b)=\int _{a}^{b}f(x)\,dx}
para todos os números reais a e b.  A primeira das duas igualdades acima não seria correcta em geral se não tivéssemos dito que a distribuição é contínua. Continuidade da distribuição implica que P(X = a) = P(X = b) = 0, de modo que a diferença entre "<" e "≤" deixa de ser importante neste contexto.) A função f é igual à derivada de F (quase em toda a parte), e é chamada de função densidade de probabilidade da distribuição de X.
Para qualquer função de distribuição {\displaystyle F}, tem-se:
- {\displaystyle 0\leq F(x)\leq 1}
- {\displaystyle F} é não decrescente (crescente ou constante): {\displaystyle x_{1}<x_{2}\Rightarrow F(x_{1})\leq F(x_{2})}
- {\displaystyle F(-\infty )=\lim _{x\to -\infty }F(x)=0}
- {\displaystyle F(+\infty )=\lim _{x\to +\infty }F(x)=1}
- {\displaystyle F} é contínua à direita: {\displaystyle F(a^{+})=\lim _{x\to a^{+}}F(x)=F(a)}
- {\displaystyle \operatorname {P} (x=a)=F(a)-F(a^{-})}
- {\displaystyle \operatorname {P} (a<x\leq b)=F(b)-F(a)}, com {\displaystyle a,b\in \mathbb {R} }, e  {\displaystyle a<b}

Temos ainda as seguintes propriedades, que permitem lidar com os diferentes tipos de desigualdades, e que se aplicam a funções distribuição de variáveis aleatórias discretas:
- {\displaystyle \operatorname {P} (X<b)=F(b^{-})}
- {\displaystyle \operatorname {P} (X>a)=1-F(a)}
- {\displaystyle \operatorname {P} (X\geq a)=1-F(a^{-})}
- {\displaystyle \operatorname {P} (a<X<b)=F(b^{-})-F(a)}
- {\displaystyle \operatorname {P} (a\leq X<b)=F(b^{-})-F(a^{-})}
- {\displaystyle \operatorname {P} (a\leq X\leq b)=F(b)-F(a^{-})}

No caso das variáveis aleatórias contínuas, valem as seguintes propriedades:
- {\displaystyle F} é contínua em todos os pontos (no caso das v. a. discretas era apenas contínua à direita)
- {\displaystyle \operatorname {P} (x=a)=\int _{a}^{a}f(x)\,dx=0}
- {\displaystyle \operatorname {P} (a\leq X\leq b)=\operatorname {P} (a\leq X<b)=\operatorname {P} (a<X\leq b)=\operatorname {P} (a<X<b)=\int _{a}^{b}f(x)\,dx=F(b)-F(a)}

O teste Kolmogorov-Smirnov é baseado em funções distribuição acumulada e pode ser usado para ver se duas distribuições empíricas são diferentes ou se uma distribuição empírica é diferente de uma distribuição ideal. Muito relacionado é o teste de Kuiper, o qual é útil se o domínio da distribuição é cíclico como por exemplo em dias da semana. Por exemplo podemos usar o teste de Kuiper para ver se o número de tornados varia durante o ano ou se as vendas de um produto variam dia a dia ou por dia do mês.